# デイスベル・ヘルナンデス
- デイスベル・エルナンデス

デイスベル・ヘルナンデス（Daysbel Hernández, 1996年9月15日 - ）は、キューバのピナール・デル・リオ州サンディーノ出身のプロ野球選手（投手）。右投右打。MLBのアトランタ・ブレーブス所属。

## 経歴
2013-14年と2014-15年シーズンにかけてセリエ・ナシオナル・デ・ベイスボル（SNB）のベゲーロス・デ・ピナール・デル・リオに所属している。
その後、2017年9月にアマチュア・フリーエージェントでアトランタ・ブレーブスと契約した。
2018年、傘下のA級ローム・ブレーブスでプロデビュー。A+級フロリダ・ファイヤーフロッグスでもプレーし、2チーム合計で21試合に登板して2勝2敗1セーブ、防御率4.50、36奪三振を記録した。
2019年はA+級フロリダでプレーし、35試合に登板して5勝2敗7セーブ、防御率1.71、70奪三振を記録した。オフにはアリゾナ・フォールリーグに参加し、スコッツデール・スコーピオンズに所属した。
2020年はCOVID-19の影響でマイナーリーグの試合が開催されなかったため、公式戦の登板は無かった。
2021年はAA級ミシシッピ・ブレーブスとAAA級グウィネット・ストライパーズでプレーし、2チーム合計で36試合に登板して3勝2敗3セーブ、防御率3.83、56奪三振を記録した。
2022年はトミー・ジョン手術を受けたため、全休した。
2023年は5月にA+級ロームで故障からの復帰登板を果たした。その後、AA級ミシシッピとAAA級グウィネットを経て7月23日にメジャー契約を結んでアクティブ・ロースター入りした。メジャーデビューとなった同日のミルウォーキー・ブルワーズ戦では6回裏に登板すると1回を無失点に抑え、7回表に味方が勝ち越したため勝利投手となった。この年メジャーでは4試合に登板して1勝0敗、防御率7.36、6奪三振を記録した。

## 投球スタイル
球威はあるが制球が定まらないという弱点がある。比率としては150km/h中盤の速球と140km/h前半のスライダーを約半分くらいで投げ分ける。

## 詳細情報

### 年度別投手成績
| 年 度    | 球 団    | 登 板 | 先 発 | 完 投 | 完 封 | 無 四 球 | 勝 利 | 敗 戦 | セ 丨 ブ | ホ 丨 ル ド | 勝 率 | 打 者 | 投 球 回 | 被 安 打 | 被 本 塁 打 | 与 四 球 | 敬 遠 | 与 死 球 | 奪 三 振 | 暴 投 | ボ 丨 ク | 失 点 | 自 責 点 | 防 御 率 | W H I P |
| -------- | -------- | ----- | ----- | ----- | ----- | -------- | ----- | ----- | -------- | ----------- | ----- | ----- | -------- | -------- | ----------- | -------- | ----- | -------- | -------- | ----- | -------- | ----- | -------- | -------- | ------- |
| 2023     | ATL      | 4     | 0     | 0     | 0     | 0        | 1     | 0     | 0        | 0           | 1.000 | 20    | 3.2      | 6        | 1           | 3        | 0     | 0        | 6        | 0     | 0        | 3     | 3        | 7.36     | 2.45    |
| 2024     | ATL      | 16    | 0     | 0     | 0     | 0        | 3     | 0     | 0        | 1           | 1.000 | 74    | 18.0     | 10       | 0           | 10       | 1     | 1        | 26       | 1     | 0        | 6     | 5        | 2.50     | 1.11    |
| MLB：2年 | MLB：2年 | 20    | 0     | 0     | 0     | 0        | 4     | 0     | 0        | 1           | 1.000 | 94    | 21.2     | 16       | 1           | 13       | 1     | 1        | 32       | 1     | 0        | 9     | 8        | 3.32     | 1.34    |

- 2024年度シーズン終了時

### 年度別守備成績
| 年 度 | 球 団 | 投手（P） | 投手（P） | 投手（P） | 投手（P） | 投手（P） | 投手（P） |
| 年 度 | 球 団 | 試 合     | 刺 殺     | 補 殺     | 失 策     | 併 殺     | 守 備 率  |
| ----- | ----- | --------- | --------- | --------- | --------- | --------- | --------- |
| 2023  | ATL   | 4         | 0         | 0         | 0         | 0         | ----      |
| 2024  | ATL   | 16        | 1         | 1         | 0         | 0         | 1.000     |
| MLB   | MLB   | 20        | 1         | 1         | 0         | 0         | 1.000     |

- 2024年度シーズン終了時

### 背番号
- 75（2023年）
- 62（2024年 - ）